# Geburtstagsrücken
Geburtstagsrücken är en bergstopp i Antarktis. Den ligger i Östantarktis. Nya Zeeland gör anspråk på området. Toppen på Geburtstagsrücken är 356 meter över havet.
Terrängen runt Geburtstagsrücken är kuperad åt sydost, men åt nordväst är den platt. Havet är nära Geburtstagsrücken åt nordväst.  Trakten är obefolkad. Det finns inga samhällen i närheten.